# Egri csillagok (musical)
Várkonyi Mátyás-Béres Attila

## Egri csillagok

### Történelmi musical  GÁRDONYI GÉZA regényéből
Gárdonyi Géza ifjúsági regényéből legendás film és musical is készült. Érdekessége, hogy mind a két alkotásban jelentősége van a Várkonyi névnek. A film rendezője Várkonyi Zoltán, míg a musical zeneszerzője Várkonyi Mátyás.

### Ősbemutató
Margitszigeti Szabadtéri Színpad, 1997. július 18.  Koreográfus-rendező: Novák Ferenc, Bornemissza Gergely: Novák Péter, Dobó István: Szakácsi Sándor, Török Bálint: Vikidál Gyula, Sárközi cigány: Nagy Feró, Jumurdzsák: Varga Miklós, Szolimán szultán: Meződi József.  

### A történelmi alap
1552-ben kétezer magyar védő győzte le a hetvenezres, jól képzett török hadsereget Eger ostrománál. Abban az évben iszlám török sereg hallatlan erővel nyomult előre, hathatós ellenállás nélkül sorra foglalta el várainkat. Eger volt az utolsó a sorban. Ha ez elvész, megnyílik az út a Felvidék, majd Bécs elfoglalására. A király reménytelennek látta Eger helyzetét, nem küldött segítséget, veszni hagyta a várat. A védők, néhány száz katona, parasztok, kisnemesek emberfeletti kitartással megvédték Egert, és európai hírre tettek szert. Az egri nők, akik a végső ostrom idején forró vízzel, szurokkal öntözték a törököket, maguk is legendává váltak. A vár szinte a földig lerombolódott, de a törökök ezután évekig nem intéztek támadást Magyarország ellen. A zsákmányolt török zászlókat Bécsben állították ki, hogy csodálja a világ. 

### A könyv
Gárdonyi Géza: Egri csillagok című regénye a legismertebb magyar olvasmány, "A NAGY KÖNYV". Gyakorlatilag legalább egyszer mindenki olvasta (legendás film is készült belőle).  Általában ifjúsági regényként tartják számon, valójában történelmi forrásmunkaként is használható, a szerző nagy energiát fektetett a históriai háttér, a tényanyag feltárásába, a szereplők történelmi személyek, az események és az ostrom leírásai hitelesek. Bornemissza Gergely és Cecey Éva gyerekkori szerelme történelmi tény, amint az is, hogy ez a bátor és eszes fiatalember korát megelőző feltaláló és hadmérnök is volt. Egerben bevetett különleges fegyvereivel és robbanó szerkezeteivel valóban meglepte a fanatikusan vallásos törököket, nagyban hozzájárulva ezzel a hadi sikerhez. Dobó István várkapitány és Hegedűs István áruló is történelmi figura.

### A darab cselekménye
A mű középpontjában Bornemissza Gergely figurája áll: harca gyerekkori szerelméért, Vicáért, és harca a magyar függetlenségért a történelem viharai közepette.  A mű a korszerű, fejlődő, előre tekintő emberre helyezi a hangsúlyt. Arra, aki a legnehezebb időkben is képes megújhodni, és úgy őrzi magyarságát, hogy közben nem zárja ki az idegen hatásokat, ha azok a fejlődést szolgálják.
Bornemissza Gergely kisgyermekként megmenti játszótársát, a kis Vicát a török rabságból. A lány apja, Cecey hálából fiává fogadja és tréfásan neki ígéri lánya kezét. A gyerekek elszakadnak egymástól, felnőnek, és a történelmi események, a török háború a szerelmesek közé áll. A törökök elfoglalják Budát. Cecey udvari körökben forgolódik, és most már az ingatag jellemű Hegedűsnek ígéri a lányt. Az első percektől jelen van Jumurdzsák, a Dervis bég, akit amulettjétől fosztott meg Gergely pártfogója, Gábor pap. Ez a török eszelős kitartással hőseink nyomában liheg, hogy visszaszerezze a gyűrűjét. Gergely a kényszerű esküvőről szökteti meg Évát az ezermester cigány Sárközi segítségével.
Eltelt hat év, Bornemisszáék boldogan élnek. Megjön Dobó üzenete, hogy a török Eger ellen fordult, és szükség van Gergely hadi tudományára a várban. Ő elbúcsúzik feleségétől és hatéves kisfiától. Megjelenik Jumurdzsák, aki szintén Egerbe tart, és elrabolja a kisfiút, így akarja kizsarolni, hogy visszakapja az amulettjét. Egerben emberfeletti küzdelem zajlik, melynek végére az esélytelen ostromlottak győztessé válnak, de ennek nagy ára van. Hegedűs áruló lett, kivégzik, sokan meghalnak. Éva álruhában szintén itt van, harcol, végül sértetlenül visszakapja gyermekét egy kis török rabfiúért cserébe.

### A darab pályafutása
Az ősbemutató óta megszámlálhatatlan néző látta a musicalt idehaza és külföldön. Csak Csíksomlyón a Nyeregben kétszázezren nézték. Minden évben előadják valahol profi társulatok és amatőr együttesek, esetenként koncertszerű formában is. Az Agria Nyári Játékok keretében az egri várban 1998-óta minden évben műsorra tűzik.
Emlékezetes helyszínek: Margitsziget, egri vár, Gárdonyi Géza Színház, Müpa, Győr, Kisvárda, Hollókő, Pilisborosjenő, Dunaszerdahely, Tornalja stb ...  A dalok YouTube-on való megjelenése is követhetően növekszik.  Dobó várkapitány esküje a szerzők akaratától független karrierbe kezdett, és ma már mint kultikus darab, a legkülönfélébb rendezvények csúcspontjaként szerepel.  
A szövegkönyv önálló verses drámaként is élvezhető költői mű, történelmi keretben emberi drámákat, érzelmek összecsapását mutatja fel.  A számos, önálló sikerszámként is sokszor játszott dalok hitet és méltóságot sugároznak. A darab csak megfelelőbb elnevezés híján hordozza a rockopera megjelölést. A crossover műfaji meghatározás jobban illik rá, mivel az új formákkal frissített musical és a világban reneszánszát élő rockzene elemeit is felhasználja egy népszerű, 21. századi operában egyesítve. Jellemzői a nagy ívű zenei szerkezet, nagyáriák és együttesek, szimfonikus hangzásvilág, sodró erejű koreográfia, mozgalmas színpadképbe épülő csatajelenetek mellett egy romantikus szerelem érzékeny ábrázolása.
Az ősbemutató szereplőinek közreműködésével készült, ma már ritkaságszámba menő CD-lemez előadói: Szakácsi Sándor, Vikidál Gyula, Novák Péter, Nagy Feró, Makrai Pál, Varga Miklós, Meződi József, Földes Tamás, Varga Klára, Rémi Tünde.

### A főbb dalok
- 1. RABOK TÁBORA (Gyerekrablás, Főztem én már, Legjobb katona)
- 2. Szökjünk innen
- 3. Száll az idő
- 4. Országjárás
- 5. Rohantam hozzád
- 6. Izabella áriája (Egy gyönge nő)
- 7. Ugye ezentúl mindig velem leszel
- 8. A szultán Budán
- 9. Volt is, lesz is
- 10. Eger a kulcs
- 11. Hogyan szeressem
- 12. Holdfogyatkozás
- 13. Dobó esküje
- 14. Dobó és Éva duettje
- 15. Hazafias cselekedet
- 16. Egri nő
- 17. Árulás és ítélet
- 18. A győzelem az életem
- 19. A végső csata és diadal

### A szerzők
Várkonyi Mátyás
Erkel-díjas zeneszerző, a Generál együttes vezetője és zeneszerzője, a Rock Színház igazgatója. Legismertebb dalai: Elment a metró,  Halló holló, Bárcsak nőne már a szakállam,(ZéGé), Szélkakas, Fűrész, Könnyű álmot hozzon az éj, Különös szilveszter, Lehettem volna.  Főbb színpadi művei: Örvényben, Sztárcsinálók, A bábjátékos, Egri csillagok, Dorian Gray, A félőlény, Will Shakespeare, vagy akit akartok, Rock Odüsszeia, Szép Új Világ, Mata Hari, Mária & Terézia, Messias.ma.
Béres Attila
Költő, író, szövegíró. Főbb színpadi művei: A bábjátékos (rockopera), Rock Odüsszeia (táncopera), Szia, szia, szaurusz (zenés mesejáték); A két Lotti (zenés adaptáció). Zenés darabok versei: Svejk vagyok, Szerencsemalac stb...Mata Hari (kémopera), Szigligeti (zenés történelmi fantázia), Boldogasszony lovagja (vígopera).